# Impatiens glauca
Impatiens glauca är en balsaminväxtart som beskrevs av Joseph Dalton Hooker och Thoms. Impatiens glauca ingår i släktet balsaminer, och familjen balsaminväxter. Inga underarter finns listade i Catalogue of Life.